# Myrtella beccarii
Myrtella beccarii är en myrtenväxtart som beskrevs av Ferdinand von Mueller. Myrtella beccarii ingår i släktet Myrtella och familjen myrtenväxter. Inga underarter finns listade i Catalogue of Life.